# Hildegard Gölz
Hildegard Gölz (* 7. Dezember 1892 in Rohrdorf bei Nagold; † 14. Juni 1986 in Reutlingen) war eine deutsche Pfarrersfrau.
Hildegard (Hilde) Gölz, geb. Werner, war seit dem 19. Mai 1914 Gattin des evangelischen Kirchenmusikers und Theologen Richard Gölz (1887–1975).  Gemeinsam mit ihm versteckte sie während der Zeit des Nationalsozialismus in ihrem Pfarrhaus in Wankheim Juden, die durch das Berliner „Büro Grüber“ vermittelt wurden, und reichte sie an andere Pfarrhäuser weiter (Württembergische Pfarrhauskette).

## Ehrungen
- 1979: Bundesverdienstkreuz am Bande (17. Mai 1979)[4]
- 1991: Gerechte unter den Völkern